# Eleições parlamentares na Argentina em 2009
As eleições parlamentares argentinas de 2009 foram realizadas no dia 28 de junho para decidir metade dos assentos na Câmara dos Deputados e um terço (24) no Senado, assim como as câmaras de Buenos Aires e outros municípios. Apesar da coalizão formada pelos partidos aliados à presidente Cristina Fernández de Kirchner ter conquistado a maioria dos votos, pela primeira vez um governo justicialista não obteve o quórum necessário de 129 deputados na Câmara.

## Resultados
| Coalizão             | Partidos              | Câmara dos Deputados 127 de 257 assentos | Câmara dos Deputados 127 de 257 assentos | Câmara dos Deputados 127 de 257 assentos | Câmara dos Deputados 127 de 257 assentos | Senado 24 de 72 assentos | Senado 24 de 72 assentos |
| Coalizão             | Partidos              | Votos                                    | %                                        | Assentos                                 | +/−                                      | Assentos                 | +/−                      |
| -------------------- | --------------------- | ---------------------------------------- | ---------------------------------------- | ---------------------------------------- | ---------------------------------------- | ------------------------ | ------------------------ |
| Kirchnerista         | Partido Justicialista | 2.778.326                                | 14,5%                                    | 19                                       |                                          |                          |                          |
| Kirchnerista         | Frente para a Vitória | 1.679.084                                | 8,8%                                     | 14                                       |                                          |                          |                          |
| Kirchnerista         | Frente Justicialista  | 415.404                                  | 2,2%                                     | 6                                        |                                          |                          |                          |
| Kirchnerista         | Outros partidos       | 1.018.515                                | 5,3%                                     | 8                                        |                                          |                          |                          |
| Kirchnerista         | Total                 | 5.891.330                                | 30,8%                                    | 47                                       | –19                                      | 8                        | –4                       |
| Social e Cívica      | Coalizão Cívica       | 3.794.853                                | 19,8%                                    | 28                                       |                                          |                          |                          |
| Social e Cívica      | União Cívica Radical  | 639.818                                  | 3,3%                                     | 4                                        |                                          |                          |                          |
| Social e Cívica      | Frente de Todos       | 381.067                                  | 2,0%                                     | 3                                        |                                          |                          |                          |
| Social e Cívica      | Outros partidos       | 734.009                                  | 3,8%                                     | 6                                        |                                          |                          |                          |
| Social e Cívica      | Total                 | 5.549.747                                | 28,9%                                    | 41                                       | +18                                      | 14                       | +6                       |
| Proposta Republicana | —                     | 3.391.391                                | 17,7%                                    | 20                                       | +19                                      | 0                        | –                        |
| Socialista           | Projeto Sul           | 437.634                                  | 2,3%                                     | 4                                        |                                          |                          |                          |
| Socialista           | Novo Encontro         | 402.502                                  | 2,1%                                     | 2                                        |                                          |                          |                          |
| Socialista           | Outros partidos       | 255.566                                  | 1,3%                                     |                                          |                                          |                          |                          |
| Socialista           | Total                 | 1.092.702                                | 5,7%                                     | 6                                        |                                          | 0                        | –                        |
| Outros partidos      | —                     | 3.208.917                                | 16,7%                                    | 13                                       | –                                        | 2                        | –                        |
| Total                | Total                 | 19.134.087                               | 100%                                     | 127                                      | –                                        | 24                       | –                        |
| Fontes:              |                       |                                          |                                          |                                          |                                          |                          |                          |